# Kazimierz Plater

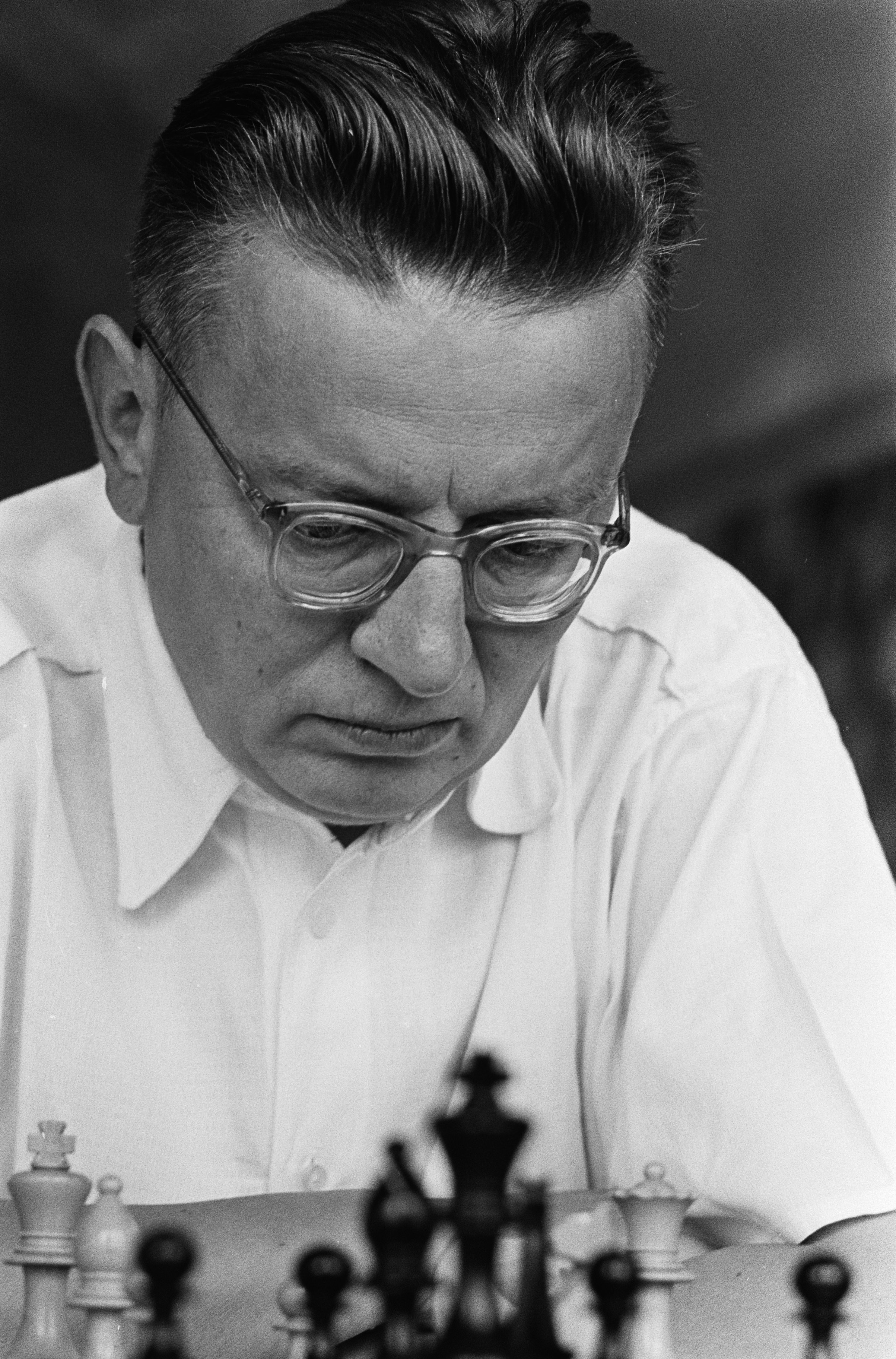
Kazimierz Plater, Amsterdam 1965.

Kazimierz Plater (Broel-Plater), född 3 mars 1915 i Vilnius, död 30 april 2004 i Warszawa, var en polsk schackspelare och greve.

## Biografi
Plater föddes i en tysk-baltisk uradlig familj, och blev undervisad i schackspelets regler av sin far. Vid sexton års ålder vann han sin första schackturnering. År 1934 flyttade han till Warszawa, där han efter att ha vunnit ett distriktsmästerskap valdes ut för kval till OS 1935.
Under andra hälften av 30-talet ägnade sig Plater åt studier och senare militärtjänst, varför han inte aktivt spelade schack under denna tid. Efter andra världskriget tillhörde han det främsta skiktet bland polska schackspelare, och representerade Polen i mellanstatliga matcher och turneringar såsom Hilversum 1947 och Dublin 1957. År 1947 medverkade han i sin första internationella turnering i Warszawa. Där hamnade han på sjätte plats, endast en halv poäng under de senare stormästarna Vasilij Smyslov, Isaak Boleslavskij och Luděk Pachman. Hans seger mot Boleslavskij var den första polska segern som fick internationella rubriker under efterkrigstiden.
Han representerade Polen i tre schack-OS; 1952 i Helsingfors, 1956 i Moskva samt 1960 i Leipzig. 1950 tilldelades han titeln Internationell Mästare.